# Botanischer Garten Tübingen

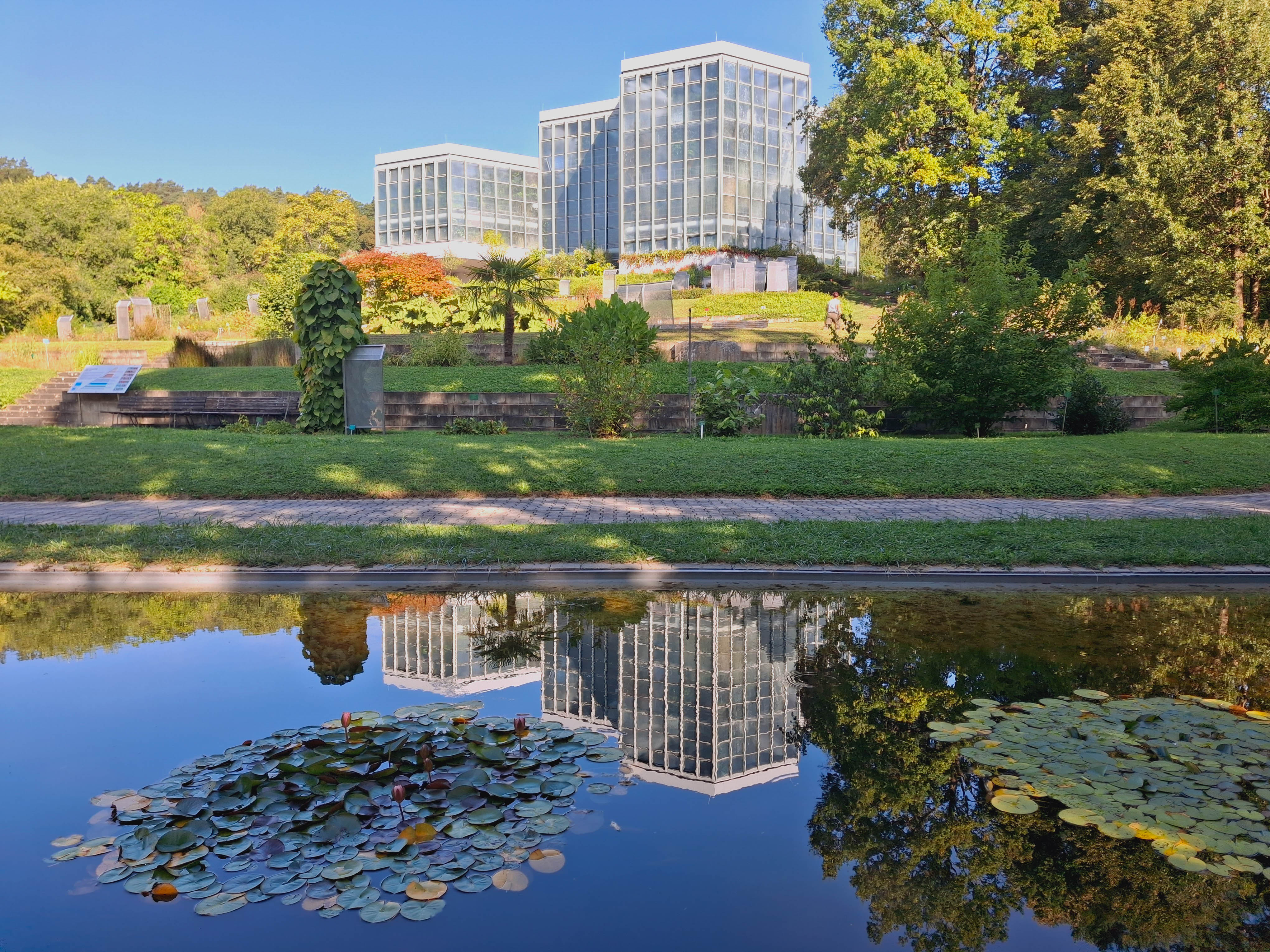
Seerosenteich des Tübinger Botanischen Gartens mit Blick auf das Tropicarium

Der Botanische Garten in Tübingen ist eine Einrichtung der Eberhard Karls Universität Tübingen.
Der Botanische Garten hat eine Fläche von rund zehn Hektar und befindet sich seit dem Jahr 1969 auf der Morgenstelle im Norden von Tübingen. Zuvor war der Botanische Garten in der Nähe des Stadtzentrums gelegen und wird auch heute noch als Stadtpark Alter Botanischer Garten genutzt. Der heutige Botanische Garten beherbergt rund 10.000 Pflanzenarten von fünf Kontinenten und ist ganzjährig ohne Eintrittgebühren für die Allgemeinheit geöffnet. Er ist ein Teil der Sammlungen des Museums der Universität Tübingen MUT.

## Lage
Der Botanische Garten der Universität Tübingen liegt am Nordring, Kreuzung Hartmeyerstraße. Er ist mit öffentlichen Verkehrsmitteln über die Buslinie 5 an der Haltestelle „Botanischer Garten“ zu erreichen. In seiner Lage wird der Garten durch den Nordring in einen nördlichen und südlichen Teil getrennt.

## Geschichte

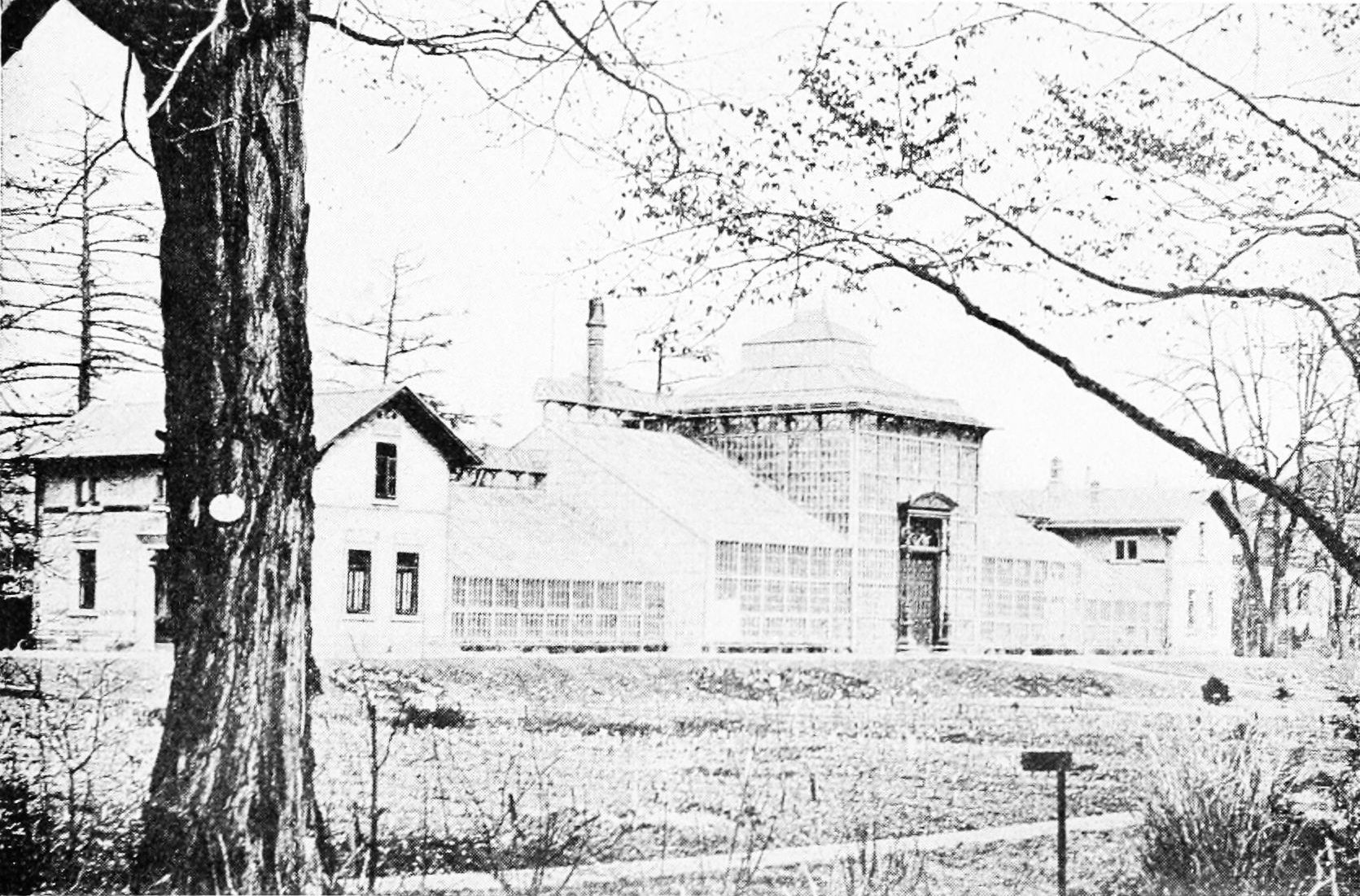
Palmenhaus im Alten Botanischen Garten

Leonhart Fuchs gründete am Nonnenhaus im 16. Jahrhundert den ersten Botanischen Garten in der Altstadt von Tübingen. In der Folgezeit wechselte der Garten mehrfach seinen Standort. Der Hortus Medicus (1663–1804) lag hinter der Alten Aula auf dem Terrain des heutigen kleinen Hausparkplatzes.
Nach einer Bauzeit von drei Jahren wurde im Jahr 1809 ein Botanischer Garten entlang der Ammer eröffnet. Dort wurde an der Stelle des ehemaligen Tummelgartens des Collegium Illustre ein Gebäude mit vier Gewächshäusern erstellt. Zur Erweiterung des botanischen Gartens erwarb die Universität den alten Friedhof und das Gelände der ehemaligen Reitbahn. 1839 wurde ein großes Gewächshaus aus Stein und Glas errichtet. Dieses musste 1866 einem modernen Gusseisen-Glas-Neubau weichen, dem sogenannten Palmenhaus. Das Gebäude wurde 1970, nach der Verlegung des Botanischen Gartens auf die Morgenstelle, gegen starke Proteste aus der Bevölkerung abgerissen. Dort lag der Garten rund 150 Jahre und wird nach einem Rückbau noch heute als Stadtpark und beliebter Treffpunkt unter Studenten mit der Bezeichnung Alter Botanischer Garten genutzt.
Im Jahr 1969 wurde der neue Botanische Garten an seinem jetzigen Standort auf der Morgenstelle im Norden von Tübingen eröffnet.

## Pflanzensammlungen im Freiland

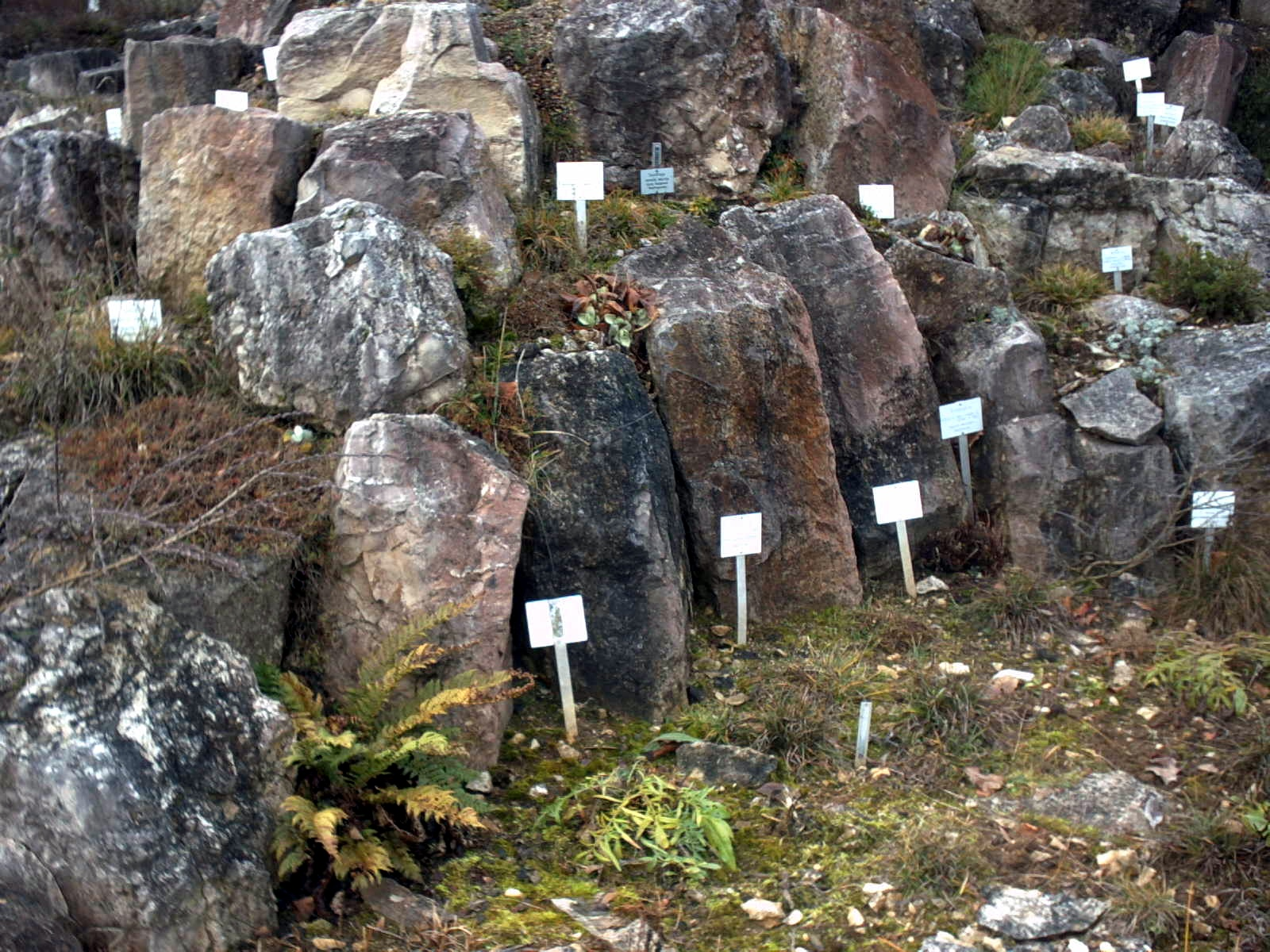
Alpinum

Der Botanische Garten Tübingen beherbergt rund 10.000 Pflanzenarten und erstreckt sich auf eine Gesamtfläche von etwa zehn Hektar Fläche. Das Arboretum im nördlichen Teil erstreckt sich auf ungefähr fünf Hektar und hat über 100 zum Teil seltene Apfelsorten in Kultur. Die Pflanzen sind nach geografischen sowie ökologischen Gesichtspunkten sortiert.

### Geografisch unterteilte Anlagen
- Alpinum
- Nordamerika
- Schwäbische Alb
- Asien

### Ökologisch unterteilte Anlagen
- Arboretum
- Rhododendron-Tal
- Heide
- Steppe
- Systematische Abteilung
- Ökologische Abteilung
- Apotheker-Garten
- Bauerngarten
- Weinberg
- Zierstauden und Fuchsien
- Ausstellungspavillon
- Moospfad
- Wildbienenstation
- Pflanzengallen im Botanischen Garten

## Schauhäuser
Der Botanische Garten beherbergt fünf Gewächshäuser:
- Tropicarium
- Sukkulentenhaus
- Kanaren
- Subtropenhaus
- Aquarien